# Nepri
Nepri (eg. Npr) – w mitologii staroegipskiej bóg zboża.
Wyobrażany w postaci węża lub mężczyzny o ciele pokrytym kłosami. Uroczystość jego narodzin obchodzono w pierwszym dniu pory żniw (szemu). Jego małżonką była Nepit, przedstawiana również w kształcie węża lub w postaci kobiety. 
Nepri pełnił też określoną rolę w życiu pozagrobowym, będąc pomocnikiem zmarłych w opuszczeniu grobu, żywiąc ich i pojąc piwem – według Tekstów Sarkofagów jako „ten, który żyje po śmierci”. W zaświatach pojawiał się przed barką słoneczną Ra (tzw. Barka Milionów Lat) w drugiej godzinie nocy.